# Ковалёва, Татьяна Владимировна
Татьяна Владимировна Ковалёва (род. 20 января 1942, Сталинград, СССР) — художник-график, художница книги. Окончила институт им. И. Е. Репина в 1967 году, член Союза Художников с 1971 года.

## Выставки
Участник выставок:
- Областных (с 1967, Мурманск);
- Региональных:

1. «Советский Север», 1969 — Петрозаводск, 1974 — Вологда, 1979 — Сыктывкар, 1984 — Новгород;
2. «Художники Севера», 1989, Мурманск;
3. «Российский север», 1998 — Киров, 2003 — Вологда;

- Республиканских:

1. «Советская Россия», 1970, 1980, 1985, Москва;
2. книжной графики, 1974, 1986, Москва;
3. иллюстрации, 1975, Москва;
4. «Молодость страны», 1976, Москва;
5. эстампа, 1978 — Ростов-на-Дону, 1981, 1983 — Москва, 1984 — Москва;

- Всероссийских («Имени твоему…», 2000, Москва);
- Международных (выставка книги «Сокольники», 1970, Москва);

## Персональные выставки
В 2002, 2004, 2005 годах в городе Мурманск.

## Работы художника
Работы хранятся в собраниях Государственной Третьяковской галереи, Национального музея Киото, Мурманского областного художественного музея, Мурманского областного краеведческого музея, в частных коллекциях в России и за рубежом.